# Maria Dembińska

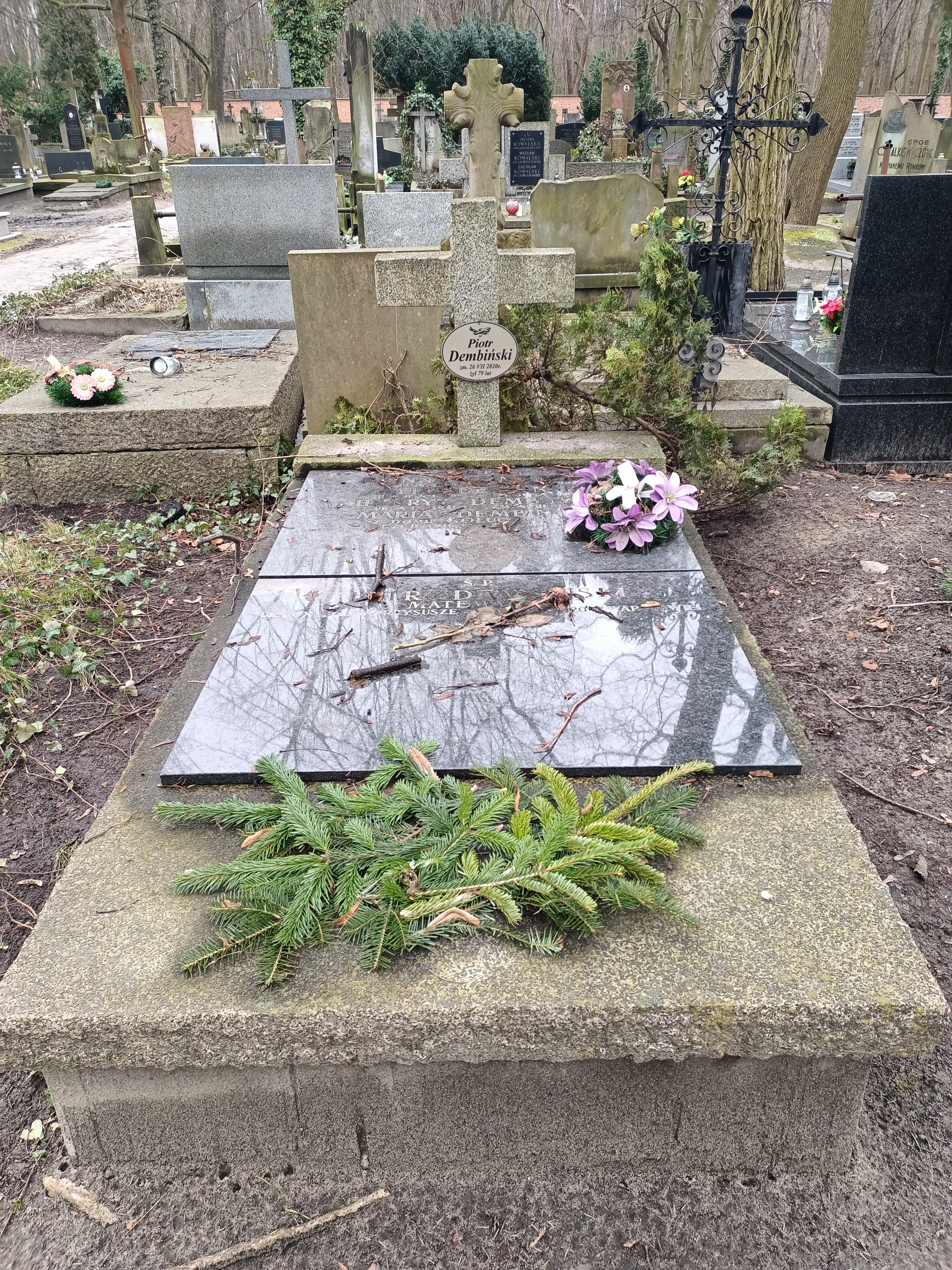
Grabstätte von Maria Dembińska auf dem Powązki-Friedhof (2023)

Maria Dembińska (* 21. Februar 1916 in Wien; † 1. November 1996 in Warschau, Polen) war eine polnische Historikerin, deren Forschungsschwerpunkt Ernährungsgeschichte war.

## Leben
Maria-Anna-Zofia Dembińska, geborene Goluchowska, war die Tochter des Grafen Wojciech Maria Agenor Gołuchowski und seiner  Frau Gräfin Zofia-Maria Gołuchowska (Baworowska).

## Werke
Bereits ihre 1963 erschienene Dissertation beschäftigt sich mit der polnischen Esskultur des Mittelalters. Ihre Arbeiten erschienen sprachbedingt zunächst nur im osteuropäischen Raum. Sie veröffentlichte aber bereits 1973 eine englische Synopsis ihrer Forschungsarbeiten über die polnische Ernährungsgeschichte und machte ihre Ergebnisse damit erstmals auch westlichen Historikern zugänglich. Die Veröffentlichung wurde dadurch erschwert, dass Maria Dembińska in ihren Forschungsarbeiten zu anderen Ergebnissen kam als auch Sicht einer marxistisch determinierten Lehrmeinung erwünscht. Erst 1999 erschien eine Zusammenfassung ihrer Forschungsarbeit auch in Buchform in englischer Sprache. 